# 中白鹭

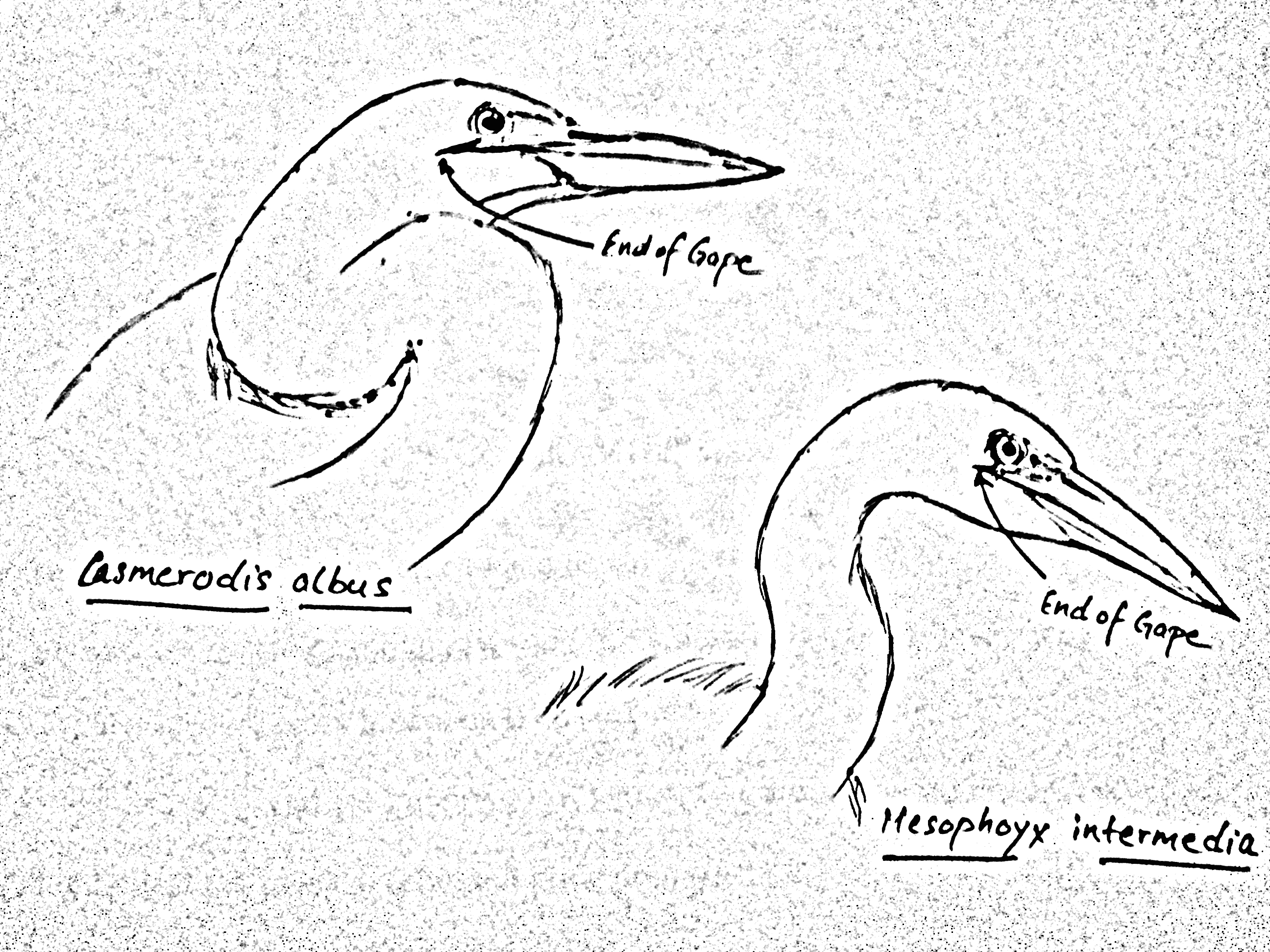
大白鹭（左上）與中白鷺（右下）的速寫

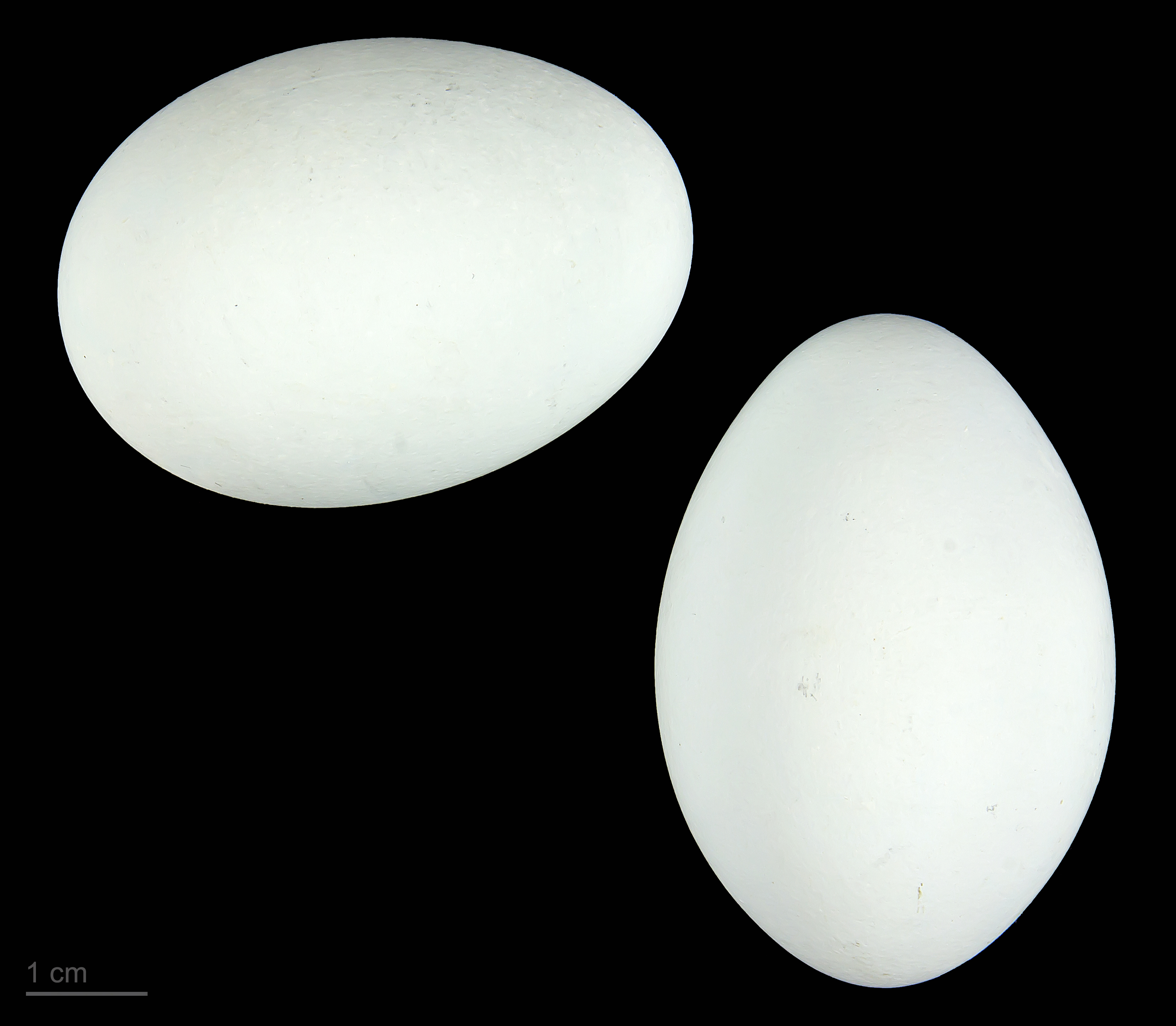
卵 Ardea intermedia brachyrhyncha

中白鹭（学名：Ardea intermedia）为鹭科蒼鷺屬的鸟类，俗名春锄。分布于非洲、印度、孟加拉国、缅甸、马来半岛、菲律宾、越南、台湾至日本、巽他群岛、马鲁古群岛、澳大利亚以及中国大陆的中国南部、西至陕西、甘肃、四川、云南、贵州、北至河南为夏候鸟、广东、海南、臺灣为冬候鸟、偶见于北京等地，多生活于稻田、湖泊、沼泽及滩涂、筑巢于村寨附近的乔木和竹林上以及在贵州分布于海拔400-800m。该物种的模式产地在印度尼西亚爪哇。
其种加词“intermedia”意为“中间的”。

## 形态
中白鹭是一种中型涉禽，大型鹭类，个体大小介于大白鹭和白鹭之间，略较白鹭为大。嘴和颈相对较白鹭短，嘴长而尖直，翅大而长，脚和趾均细长，胫部部分裸露，脚三趾在前一趾在后，中趾的爪上具梳状栉缘。雌雄同色。体形呈纺锤形，体羽疏松，具有丝状蓑羽，胸前有饰羽，头顶有的有冠羽，腿部被羽。虹膜黄色；嘴黑色；眼先裸露皮肤绿黄色；脚和趾黑色；冬季嘴黄色；嘴尖黑色；脚和趾黑色。大小量度：体长620-700毫米，嘴峰68-75毫米，翅800-383毫米，尾113-128毫米，跗跖110-116毫米。

## 亚种
- 中白鹭指名亚种（学名：Ardea Intermedia intermedia）。分布于台湾以及中国大陆的中国南部、西至陕西、四川、甘肃、云南、贵州、北至河南、广东、海南、偶见于北京等地。该物种的模式产地在印度尼西亚爪哇。[4]

## 另見
- 大白鹭
- 小白鹭

## 外部連結
- 大白鷺和中白鷺差在哪裡？ （页面存档备份，存于）
- 大白鷺和小白鷺差在哪？ （页面存档备份，存于）
- 世界鳥類數據庫